# جان تیلور (راننده مسابقه)
جان مالکوم تیلور (انگلیسی: John Malcolm Taylor؛ زادهٔ ۲۳ مارس ۱۹۳۳ در انستی، لسترشر، درگذشتهٔ ۸ سپتامبر ۱۹۶۶ در کوبلنتس، راینلاند-فالتس) رانندهٔ مسابقات اتومبیل‌رانی فرمول یک اهل بریتانیا بود که در فصل ۱۹۶۴، و دوباره در فصل ۱۹۶۶ در مجموع در پنج گراند پری شرکت کرد.
او در طول دوران فعالیت خود در فرمول یک تنها ۱ امتیاز را به نام خود به‌ثبت رساند.
تیلور در ۸ سپتامبر ۱۹۶۶ بر اثر شدت جراحات سوختگی، چهار هفته پس از تصادف رانندگی در جایزه بزرگ آلمان در بیمارستانی واقع در کوبلنتس، راینلاند-فالتس درگذشت.